# ماتئو چینچیلا
ماتئو چینچیلا (انگلیسی: Matteo Cincilla؛ زادهٔ ۲۴ اکتبر ۱۹۹۴) بازیکن فوتبال اهل ایتالیا است.
از باشگاه‌هایی که در آن بازی کرده‌است می‌توان به باشگاه فوتبال اینتر میلان و باشگاه فوتبال پارما اشاره کرد.